# Muttenreuss
Die Muttenreuss ist ein rund 7 Kilometer langer linker Nebenfluss der Witenwasserenreuss im Schweizer Kanton Uri. Sie durchfliesst das Tal Mutten in der Gemeinde Realp im äussersten Südwesten des Kantons.

## Geographie

### Verlauf
Die Muttenreuss entspringt auf etwa 2360 m ü. M. am Westhang der Chrummegg, die sich unterhalb der Muttenhörner erhebt. Nach kurzem Lauf nach Nordosten nimmt sie von links den Abfluss des Muttengletschers sowie das Wasser, das unterhalb des Blaubergpasses entspringt, auf. Sie erreicht das Tal Mutten, wo ihr vorwiegend von links meist namenlose, kurze Bäche zufliessen, darunter der Muttenstafelbach. 
Bei Ebnet fliesst ihr von rechts der Ebnenbach zu, ehe sie bei Schluecht eine kleine Schlucht durchfliesst, die teilweise auch Loch genannt wird. Kurz darauf mündet die Muttenreuss bei Schweig auf 1705 m ü. M. von links in die Witenwasserenreuss. Diese ist hier etwa gleich lang, führt aber meist weniger Wasser als die Muttenreuss.

### Einzugsgebiet
Das 16,72 km² grosse Einzugsgebiet der Muttenreuss liegt im Urseren und wird durch sie über die Witenwasserenreuss, die Furkareuss, die Reuss, die Aare und den Rhein zur Nordsee entwässert.
Es besteht zu 1,5 % aus bestockter Fläche, zu 40,9 % aus Landwirtschaftsfläche, zu 0,2 % aus Siedlungsfläche und zu 57,4 % aus unproduktiven Flächen.
Die Flächenverteilung
Die mittlere Höhe des Einzugsgebietes beträgt 2455,6 m ü. M., die minimale Höhe liegt bei 1732 m ü. M. und die maximale Höhe bei 3060 m ü. M.

### Zuflüsse
- Bohüttlistal(bach) (links), 1,6 km
- Grossbach (Muttenstafelbach) (links), 1,9 km
- Hinter Wissbach (rechts), 1,3 km, 1,59 km²
- Hinterer Muttental(bach) (links), 1,6 km
- Mittlerer Muttental(bach) (links), 0,5 km
- Vorderer Muttental(bach) (links), 0,5 km
- Vorder Wissbach (rechts), 0,6 km
- Deierental(bach) (links), 1,0 km
- Stellibodenbach (Ebnenbach) (rechts), 3,0 km, 0,54 km²
- Rinbach (links), 0,3 km

## Hydrologie
Bei der Mündung der Muttenreuss in die Witenwasserenreuss beträgt ihre modellierte mittlere Abflussmenge (MQ) 930 l/s. Ihr Abflussregimetyp ist b-glacio-nival und ihre Abflussvariabilität beträgt 15.